# Alexio Churu Muchabaiwa
Alexio Churu Muchabaiwa (* 21. Juni 1939 in Wedza, Südrhodesien; † 8. Januar 2024 in Mutare) war ein simbabwischer Geistlicher und römisch-katholischer Bischof von Mutare.

## Leben
Alexio Churu Muchabaiwa empfing am 24. August 1968 in der Kirche der Mount St. Mary’s Mission in Wedza durch den Erzbischof von Salisbury, Francis William Markall, das Sakrament der Priesterweihe für das Erzbistum Salisbury. Von 1969 bis 1972 wirkte er in der Makumbe-Mission. Am Gaba-Institut in Uganda absolvierte er einen Kurs in Pastoraltheologie. Später war er Spiritual des Chishawasha Major Seminary, dessen Regens er später war. Von 1979 bis 1980 war er Generalvikar des Erzbistums Harare sowie Kaplan des ersten afrikanischen Bürgermeisters von Harare, Tizirai Gwata. Muchabaiwa weihte den Nationalen Heldenfriedhof (National Heroes Acre) ein und leitete die Beisetzung von Josiah Tongogara und Jason Ziyapapa Moyo, den ersten Personen, die 1980 in dem nationalen Heiligtum als „Helden des Unabhängigkeitskampfes“ beigesetzt wurden.
Papst Johannes Paul II. ernannte ihn am 5. November 1981 zum Bischof von Umtali. Die Bischofsweihe spendete ihm der emeritierte Bischof von Umtali, Donal Raymond Lamont OCarm, am 21. Februar 1982 in der Kathedrale Holy Trinity in Umtali; Mitkonsekratoren waren Patrick Fani Chakaipa, Erzbischof von Salisbury, und Tobias Wunganayi Chiginya, Bischof von Gweru. Von 1987 bis 1990 und von 1998 bis 2002 fungierte Muchabaiwa zudem als Präsident der Simbabwischen Bischofskonferenz (ZCBC). Darüber hinaus war er Vorsitzender der Katholischen Kommission für Gerechtigkeit und Frieden, der Bildungskommission, des Ausschusses für Ehe und Familie, des Seminars und des Finanzausschusses der ZCBC.
Papst Franziskus nahm am 28. Mai 2016 sein altersbedingtes Rücktrittsgesuch an. Muchabaiwa starb im Januar 2024 in der Murambi Gardens Clinic in Mutare.